# Goriano Sicoli
Goriano Sicoli là một đô thị thuộc tỉnh L'Aquila trong vùng Abruzzo Ý. Đô thị này có diện tích 21 km², dân số năm 2001 là 633 người người. Các làng trực thuộc:. Các đô thị giáp ranh gồm: Castel di Ieri, Cocullo, Prezza, Raiano